# 마드리드 경전철

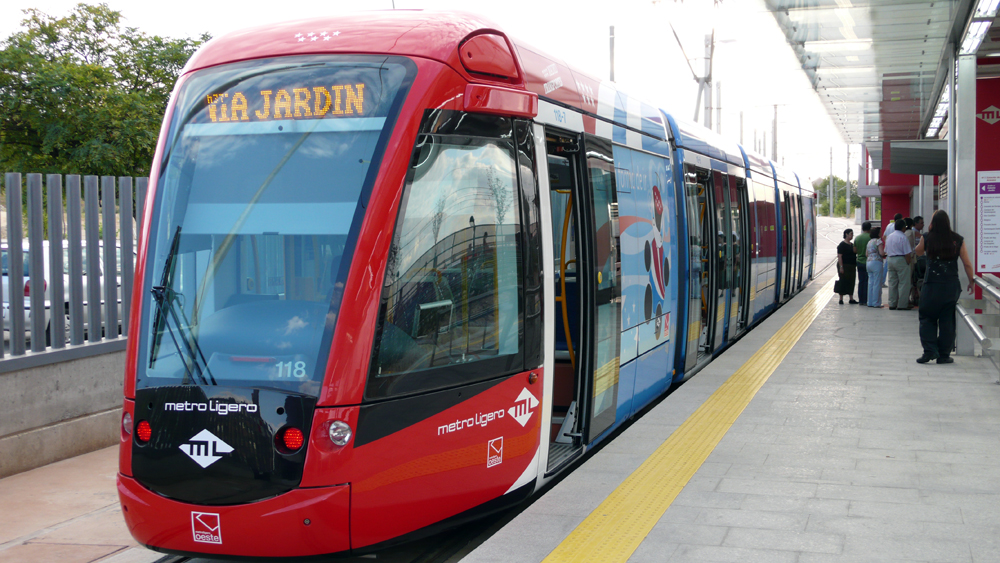
마드리드 경전철 (아라바카 역)

마드리드 경전철(스페인어: Metro Ligero de Madrid)은 스페인 마드리드 시와 그 근교를 잇는 경전철 노선 체계이다. 2007년 5월 24일에 처음으로 개통되었다. 마드리드 경전철은 마드리드 시의 교통을 전담하는 마드리드 지역교통 컨소시엄의 운영체계에 포함되어 있으며, 안내체계 역시 지하철 등과 통일되어 있다. 하지만 마드리드 지하철과는 별도로 운영되는 형태다.
마드리드 경전철은 현재 총 3개 노선에 37개 역이 운영되고 있다. 각 노선은 마드리드 지하철의 콜로니아 하르딘 역, 라스 타블라스 역, 피나르 데 차마르틴 역 외 3개 역과 연결된다. 세르카니아스 마드리드와는 아라바카 역과 푸엔테 데 라 모라 역에서 환승된다.
마드리드 경전철의 소유주체는 마드리드 지방 정부지만 실제 운영은 두 개의 사기업에 이관되어 있다. 하나는 메트로스 리헤로스 데 마드리드로 1호선의 운영을 맡고 있으며, 다른 하나는 메트로 리헤로 오에스테로 2, 3호선의 운영을 맡고 있다.

## 노선

### 1호선
1호선은 2007년 5월 24일 개통된 노선으로 피나르 데 차마르틴과 라스 타블라스 사이를 잇는다. 길이는 5.4km에 총 아홉 개의 역이 운영되고 있으며 그 중 다섯 역이 지하에 자리잡고 있다. 나머지 지상에 위치한 역은 안토니오 사우라 역, 알바레스 데 빌라밀 역, 팔라스 델 레이 역, 라스 타블라스 역이다. 시종착역인 피나르 데 차마르틴 역과 라스 타블라스 역 모두 마드리드 지하철과 환승이 가능하다. 지역별로는 푸엔카랄 구의 산치나로와 라스타블라스 일대를 다닌다.

### 2호선
2호선은 2007년 7월 27일에 개통되었으며 콜로니아 하르딘과 아라바카 지역의 아라바카 역 사이를 잇는다. 지역별로는 보아디야델몬테와 포수엘로데알라르콘 일대를 다닌다. 길이는 8.7km에 총 13개 역이 운영되고 있으며 그 중에서 세 곳은 지하에 위치해 있다. 이 노선을 타고 마드리드 콤플루텐세 대학교로도 향할 수 있다. 한편 차후 개발계획으로 프라도 데 라스 보데가스 일대에 역을 신설하는 방안이 검토되고 있다. 역이 문을 열면 경전철 4호선 (예정)과 환승되어 라스로사스 역까지 향할 수 있게 된다.

### 3호선
3호선은 2007년 7월 27일 2호선과 같이 개통되었으며, 콜로니아 하르딘과 푸에르타 데 보아디야 사이를 잇는다. 길이는 13.7km에 총 15개 역이 운영되고 있다. 지하에 위치한 역은 두 곳이다. 3호선은 미디어 관련 산업단지인 '시우다드 데 라 이마헨'을 지나며 보아디야델몬테까지 이어진다. 처음 50m에서 75m 구간은 2호선과 같은 선로를 공유한다. 또 2호선과 마찬가지로 마드리드 서부를 운행하는 노선이기도 하며, '메트로 리헤로 오에스테' (서부경전철)이라고 해서 특별 요금구역으로 묶여 있다. 한편 레타마레스 오에스테, 시우다드 피난시에라 에스테, 시우다드 피난시에라 오에스테에 각각 역이 추가로 문을 열 수 있도록 대비를 해 놓았다. 이들 3개 역은 개발계획이 새로 진척되기 전까지는 개업하지 않을 예정이다.

### 개발 계획
마드리드 경전철의 차후 개발계획으로는 먼저 '경전철 4호선'이 있다. 2호선의 프라도 데 라스 보데가스 역을 신설하고 라스로사스 역까지 잇는 노선이며, 중간에 세르카니아스 마드리드 노선과 환승되며, 푸에르타 데 이에로 병원도 이을 예정이다. 총길이는 14.3km에 24개 역이 될 것으로 예상되고 있다.
기존 노선인 2호선과 3호선도 콜로니아 하르딘에서 알루체 역까지 연장하는 방안이 검토되고 있으며 개통 목표시기는 2020년이다.

## 갤러리

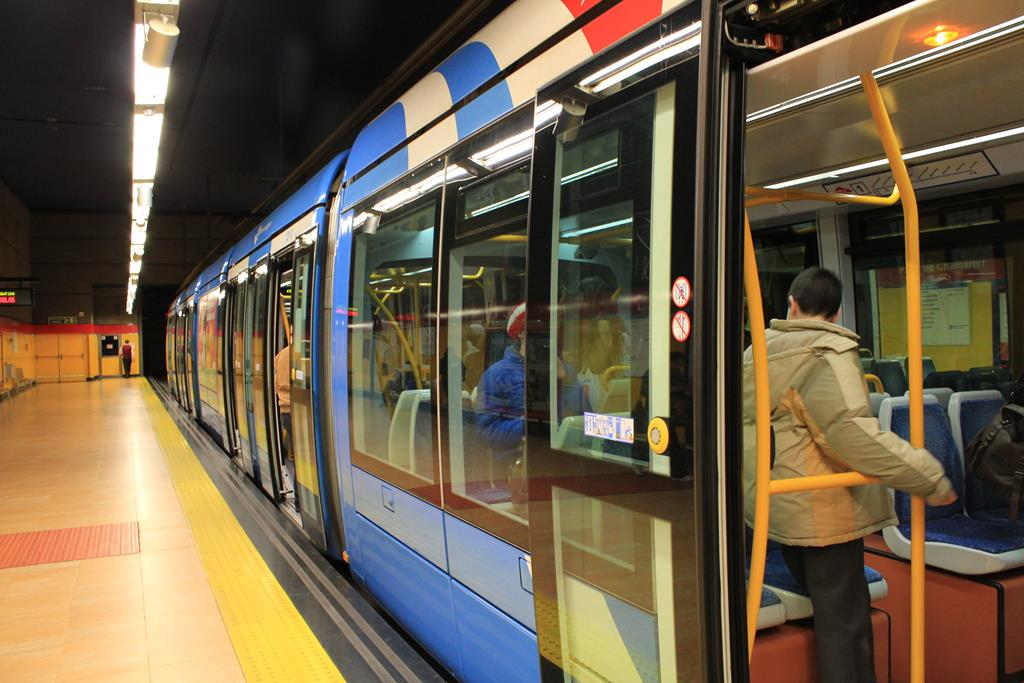
1호선 피나르 데 차마르틴 역에 정차한 열차
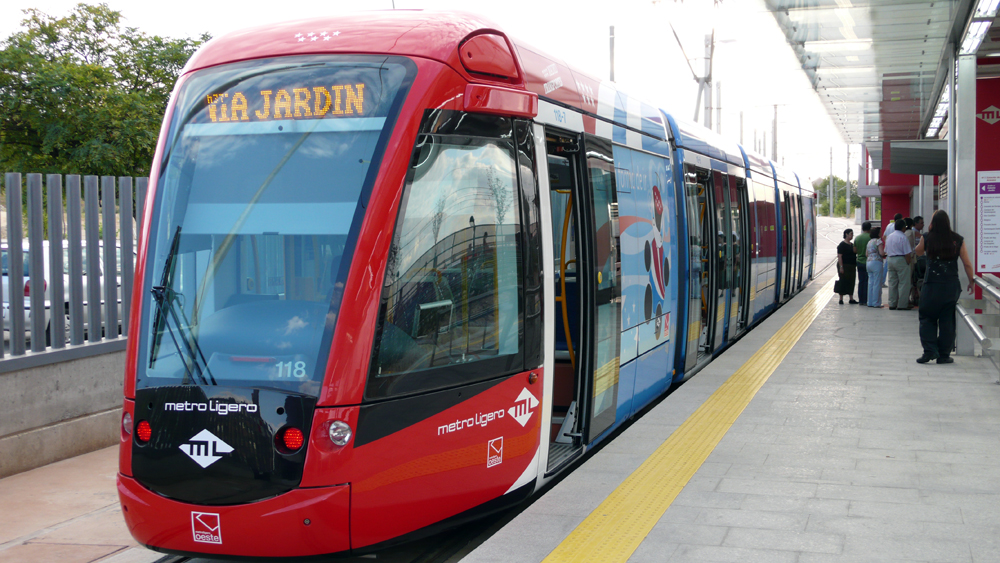
2호선 아라바카 역에 정차된 트램
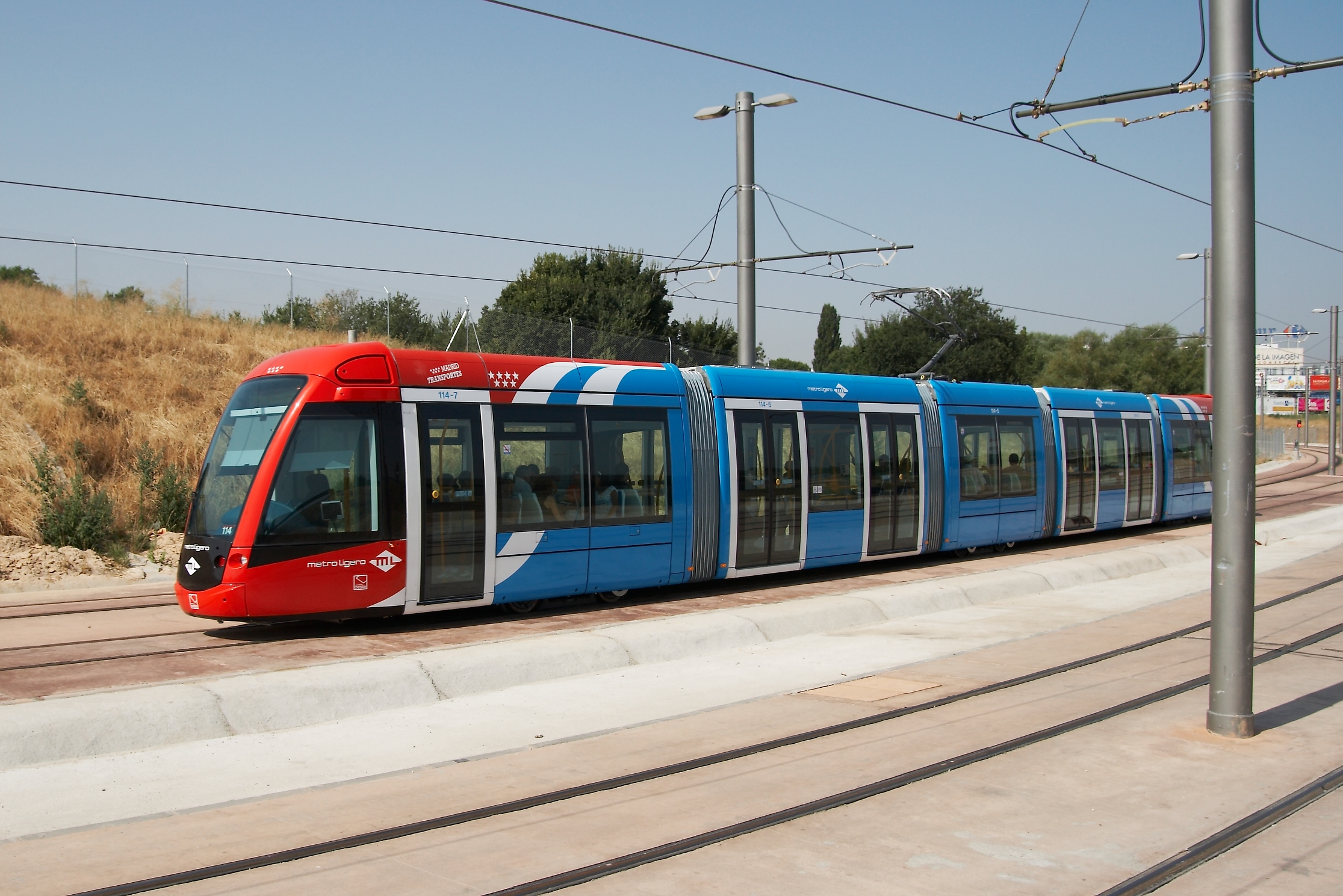
3호선의 트램
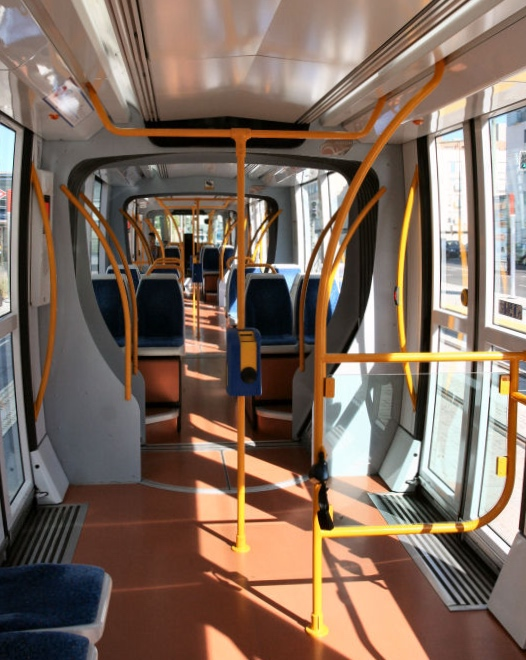
1호선 시타디스 302호 열차의 내부

## 같이 보기
- 마드리드 지하철